# Leônidas da Silva
Leônidas da Silva, född 6 september 1913 i Rio de Janeiro i Brasilien, död 24 januari 2004, var en brasiliansk fotbollsspelare (anfallare).
Da Silva vann skytteligan i VM 1938 då han och Brasilien vann en bronsmedalj.

## Fotbollskarriär

### Brasiliens första stjärna
Leônidas da Silva, känd som den "Svarta diamanten" och/eller "Gummimannen" (på grund av hans elastiska rörelser), anses ha varit en av de bästa fotbollsspelarna under 1930- till 50-talet.  Han var också en av de första brasilianarna att bli en stor fotbollsstjärna även utanför hemlandets gränser.

### Bicykletan - adelsmärket
Leônidas speciella adelsmärke var den så kallade bicycletan, sparken som han sägs ha uppfunnit. Sanningen är snarare att han förfinade dess utförande; något han använde sig av i VM i fotboll 1938 i Frankrike. Bicycletan, cykelsparken, var något helt nytt för européerna vilket bidrog till att brassen blev en superstjärna även i Europa. Han vann skytteligan i VM med sju mål men fick nöja sig med en bronsmedalj då blivande mästarna Italien blivit för svåra i semifinalen.

### På klubbnivå
På klubbnivå representerade han större delen av karriären CR Flamengo och São Paulo FC. Med dessa klubbar vann han i stort sett allt som gick att vinna på klubblagsnivå. I slutet av 1940-talet ansågs Leônidas av många fortfarande vara landets bästa spelare. Han, och fansen, var mycket besvikna när han överraskande inte blev uttagen till VM-laget och hemma-VM 1950.

## Efter karriären
Da Silva blev efter att ha lagt av med fotbollen en av landets mest kända sportkommentatorer. Han ägde också under en tid en möbelaffär i staden São Paulo. De sista 10 åren av sitt liv satt han på klinik då han led svårt av Alzheimer och diabetes.